# Gastroptychus formosus
Gastroptychus formosus är en kräftdjursart som först beskrevs av Henri Filhol 1884.  Gastroptychus formosus ingår i släktet Gastroptychus och familjen Chirostylidae. Inga underarter finns listade i Catalogue of Life.